# Camp Lazlo
Camp Lazlo er en amerikansk-koreansk animationsserie fra 2005-2008, skabt af Joe Murray. Den efterfulgte hans afsluttede serie Rockos moderne liv. Interessant nok sendes Rockos moderne liv på Nickelodeon, mens Camp Lazlo sendes på Cartoon Network. Serien foregår i en spejderlejr, for Bønne-spejderne. Lejren er kun for drenge, men på den anden side af søen holder Egern-spejderne til, som kun er for piger.
I Danmark blev serien sendt på TV3 og Cartoon Network fra 2006.

## Medvirkende

### Danske stemmer
- Lazlo – Søren Ulrichs
- Clam – Peter Secher Schmidt
- Raj – Laus Høybye
- Spejderfører Lumpus – Lars Thiesgaard
- Slinkman – Lasse Lunderskov
- Edward – Mads M. Nielsen[2]
- Dave – Jens Jacob Tychsen
- Ping Pong – Peter Secher Schmidt
- Patsy – Annevig Schelde Ebbe
- Sygeplejerske Leslie – Lars Thiesgaard

## Afsnit
| Sæson | Sæson          | Afsnit         | Oprindelig sendt  | Oprindelig sendt   |
| Sæson | Sæson          | Afsnit         | Start             | Slut               |
| ----- | -------------- | -------------- | ----------------- | ------------------ |
|       | Pilotafsnit    | Pilotafsnit    | 2004              | 2004               |
|       | 1              | 13             | 8. juli 2005      | 16. september 2005 |
|       | 2              | 13             | 1. oktober 2005   | 29. juni 2006      |
|       | 3              | 13             | 4. juli 2006      | 23. februar 2007   |
|       | Where's Lazlo? | Where's Lazlo? | 18. februar 2007  | 18. februar 2007   |
|       | 4              | 11             | 25. maj 2007      | 31. august 2007    |
|       | 5              | 8              | 3. september 2007 | 27. marts 2008     |
|       | Kortfilm       | 14             | 9. november 2006  | 7. januar 2008     |